# BA-10
 (février 2014).
Si vous disposez d'ouvrages ou d'articles de référence ou si vous connaissez des sites web de qualité traitant du thème abordé ici, merci de compléter l'article en donnant les références utiles à sa vérifiabilité et en les liant à la section « Notes et références ».
La BA-10 (russe : Broneavtomobil 10) était une automitrailleuse soviétique, développée dans les années 1930, et produite pour l'Armée rouge entre 1938 et 1941. Ce fut la voiture blindée soviétique de conception antérieure à l'opération Barbarossa la plus produite, puisque 3 311 unités furent construites, en trois versions.

## Développement
À la fin des années 1930, les concepteurs de véhicules de combat blindés soviétiques incorporent un blindage incliné à tous leurs nouveaux modèles, et redessinent certains véhicules préexistants pour leur en faire bénéficier.
La BA-10 fut développée à partir de la série des automitrailleuses BA-I (en), BA-3 (en) et BA-6 (en). Elle en améliorait le châssis et le blindage était renforcé, atteignant jusqu'à 15 mm à l'avant et sur la tourelle. Il était prévu de remplacer la BA-10 en 1941 par la BA-11, dotée d'un moteur diesel et d'un blindage plus sophistiqué, mais le déclenchement de la guerre a empêché la production du BA-11.

## Description
Avec un plus grande puissance motrice que le BA-6, (50 ch pour la BA-10, contre 40 ch sur le BA-6), le véhicule était plus puissant et plus rapide que son prédécesseur.
Comme ses prédécesseurs, le BA-10 pourrait être converti en un semi-chenillé en ajoutant des chenilles auxiliaires aux deux paires de roues arrière, utilisables sur terrain meuble ou enneigé. À l'origine, ces chenilles étaient simplement stockées sur le dessus des ailes. Les véhicules ultérieurs ont une boîte de rangement fermée pour les chenilles, au même endroit.

## Versions
Les trois versions de la BA-10 sont :
- BA-10, version d'origine.
- BA-10M, version améliorée avec une nouvelle radio.
- BA-10ZhD, version équipée pour un double usage fer / route.

## En action

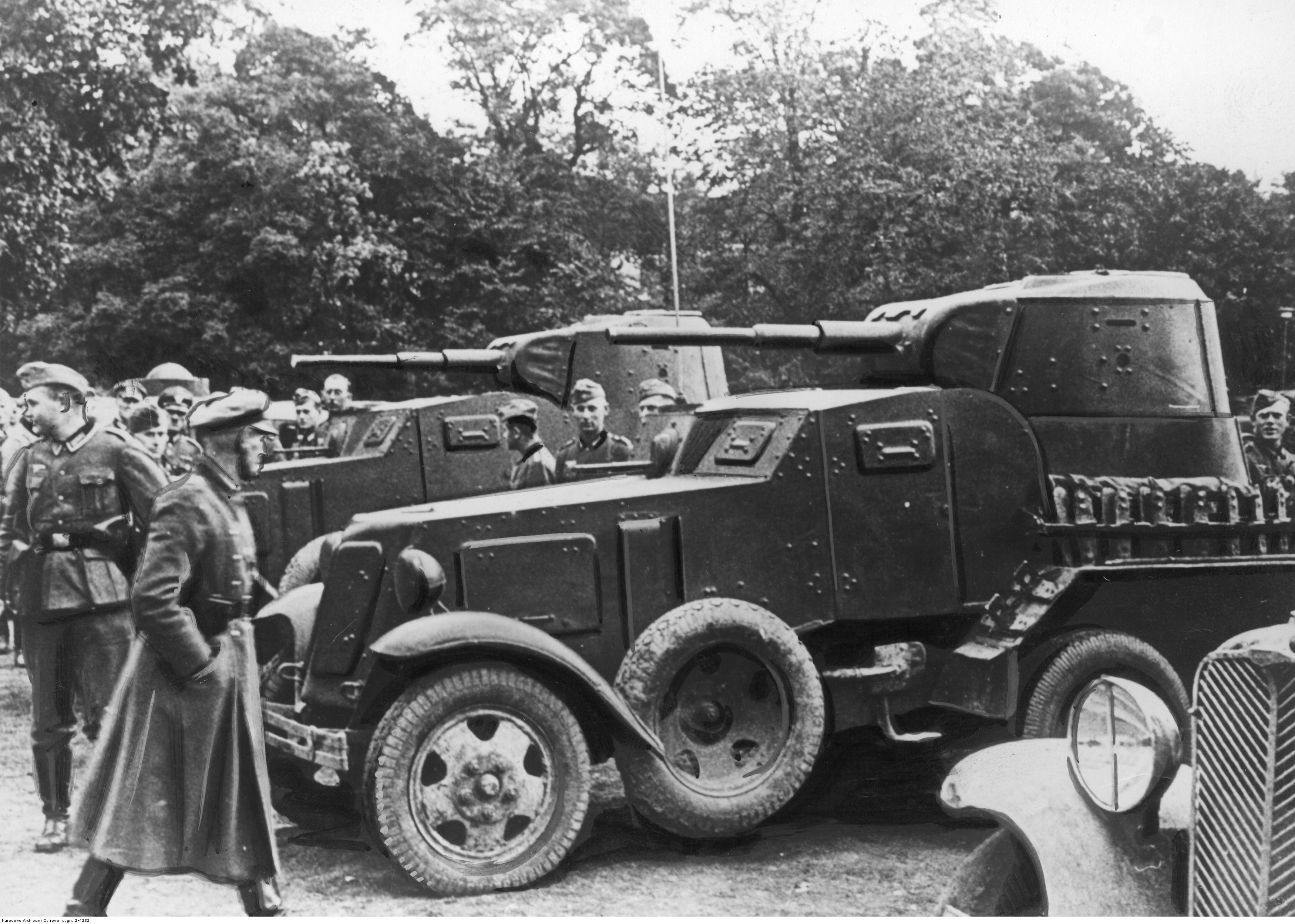
BA-10 (1939)

La BA-10 a été engagée contre les Japonais en Mandchourie lors de la bataille de Khalkhin Gol en 1939. Elle a été impliquée dans tous les conflits ultérieurs de l'Union soviétique : invasion soviétique de la Pologne, occupation des pays baltes, Grande guerre patriotique.
Au cours de la Seconde Guerre mondiale, la BA-10 a été utilisée contre les Allemands sur le Front de l'Est, notamment lors du déclenchement par ces derniers de l'opération Barbarossa. Mais du fait de sa vulnérabilité, elle a été rapidement retirée du service de première ligne après l'hiver 1941-1942. Son rôle de reconnaissance blindée a été confiée aux chars légers comme le T-60 et le T-70. Quelques BA-10 demeurent néanmoins au sein de quelques unités[évasif]. La BA-10 cessa d'être produite en 1941, mais elle resta en service dans l'Armée rouge jusqu'en 1945.
Un nombre important de BA-10 capturées fut utilisé par la Finlande (au moins vingt-quatre exemplaires), par l'Allemagne et par d'autres alliés de l'Axe pendant la Seconde Guerre mondiale. En mai 1945, quelques BA-10 de l'Armée Vlassov ont combattu aux côtés des défenseurs de l'insurrection de Prague, opposant résistants tchèques et vlassovskis aux troupes allemandes.

## Galerie

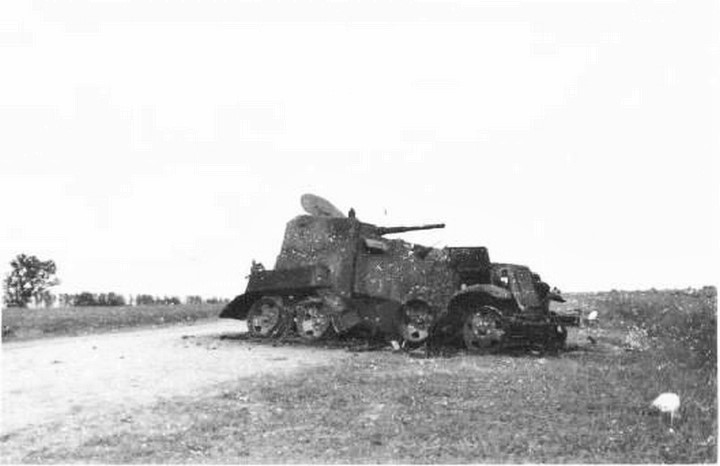
BA-10 détruite à Khalkhin Gol.
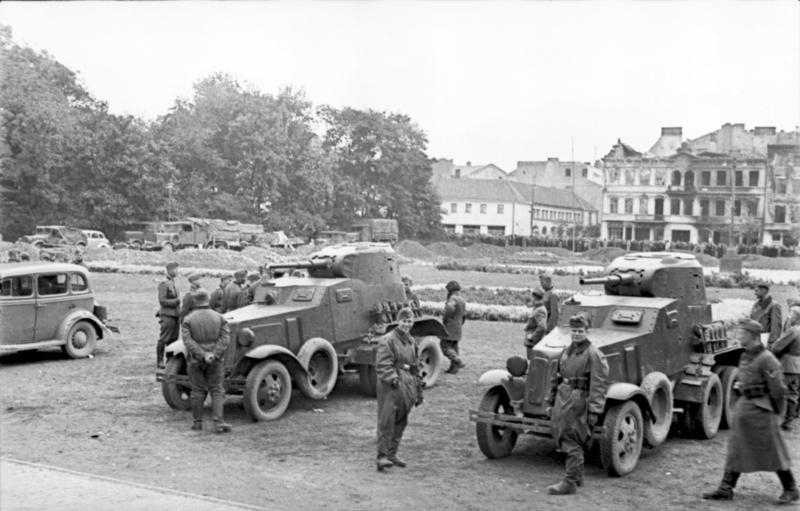
Officiers soviétiques avec des BA-10 à Lublin, Pologne, 1939.
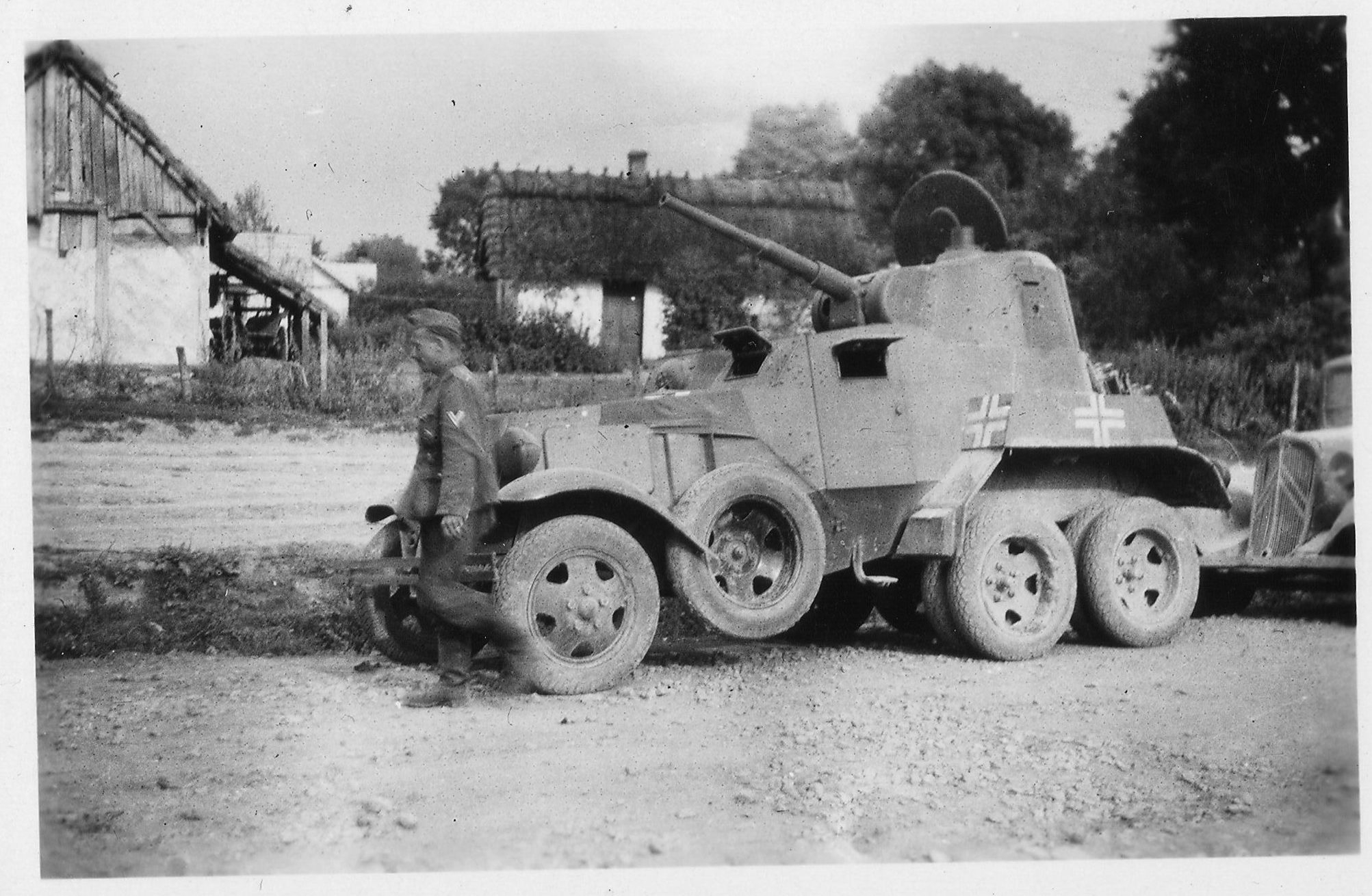
Une BA-10 capturée, aux couleurs allemandes.